# Лепри, Адальберто
Адальберто Лепри (итал. Adalberto Lepri; 20 октября 1929, Терни, Умбрия — 5 октября 2014, Сассари, Сардиния) — итальянский борец вольного стиля. Участник летних Олимпийских игр 1952 года.

## Биография
Адальберто Лепри родился 20 октября 1929 года в итальянском городе Терни.
Выступал в соревнованиях по вольной борьбе за команду рабочего клуба Терни, где тренировался под руководством участника летних Олимпийских игр 1936 года Альберто Мольфино. В течение девяти лет подряд выигрывал золотые медали чемпионата Италии в весовой категории до 79 кг (1950—1958).
В том же году вошёл в состав сборной Италии на летних Олимпийских играх в Хельсинки. В весовой категории до 79 кг в первом раунде единогласным решением судей проиграл Хайдару Заферу из Турции, во втором на 13-й минуте уступил Леону Генуту из Аргентины и выбыл из соревнований.
Умер 5 октября 2014 года в итальянском городе Сассари.

## Семья
Вырастил двоих детей — сына Энрико и дочь Ливию.

## Память
В Терни на Аллее славы, где увековечены имена местных олимпийцев, установлена плита с именем Адальберто Лепри.